# Alfred Neumann (Politiker, 1909)

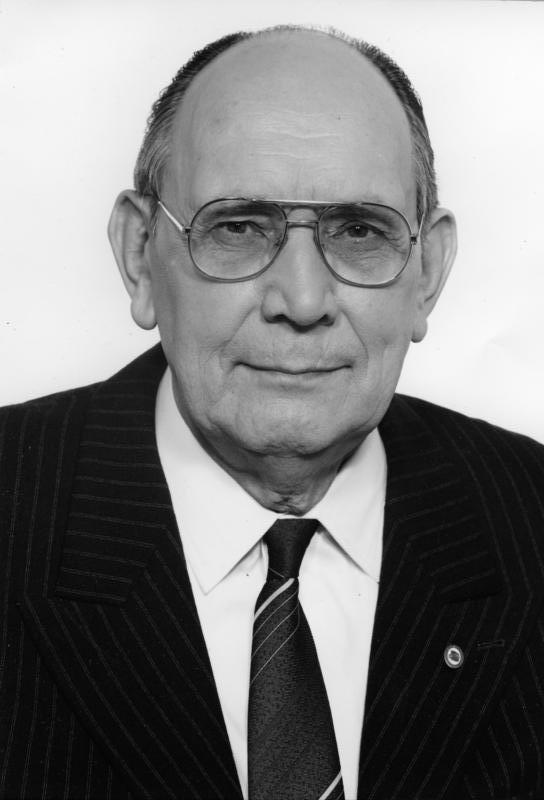
Porträtfoto Neumanns 1984

Alfred „Ali“ Neumann (* 15. Dezember 1909 in Schöneberg; † 4. Januar 2001 in Berlin) war ein deutscher Politiker, Mitglied des Politbüros des ZK der SED und langjähriger Erster Stellvertreter des Vorsitzenden des Ministerrats der DDR.

## Leben
Neumann absolvierte eine Ausbildung als Tischler. 1919 trat er dem Arbeitersportverein „Fichte“ bei, der 1928 Mitglied der Kampfgemeinschaft für Rote Sporteinheit (KG) wurde. Neumann wurde 1929 Mitglied der KPD und 1930 Mitglied der Landesleitung der KG.
Von 1933 bis 1934 arbeitete er gemeinsam mit Karl Maron illegal für die KG. 1934 emigrierte er über Dänemark, Schweden und Finnland in die UdSSR, wo er als Sportlehrer arbeitete. 1938 wurde er wegen fehlender sowjetischer Staatsbürgerschaft aus der UdSSR ausgewiesen. Es gelang ihm, nach Spanien zu kommen, wo er als Mitglied der Internationalen Brigaden am Spanischen Bürgerkrieg teilnahm. 1939 wurde er in Frankreich verhaftet und interniert, 1941 an die Gestapo ausgeliefert und 1942 vom Volksgerichtshof wegen Hochverrat zu acht Jahren Zuchthaus verurteilt. Von Brandenburg-Görden wurde er im Februar 1945 in das SS-Strafbataillon Dirlewanger überstellt, wo ihm die Flucht gelang. Er kam in sowjetische Kriegsgefangenschaft und befand sich bis 1947 in verschiedenen Gefangenenlagern.
Nach seiner Rückkehr nach Deutschland trat er der SED bei und war Verwaltungsangestellter sowie SED-Funktionär auf Kreisebene in Berlin, u. a. in Berlin-Neukölln. Dort wurde Neumann im März 1949 wegen Verstoßes gegen das Kontrollratsgesetz verhaftet. Er hatte eine schwarz-rot-goldene Fahne aus dem Parteibüro in der Neuköllner Karl-Marx-Straße gehängt. Die Verhandlung fand vor einem amerikanischen Gericht statt. Anschließend wurde er gegen Kaution freigelassen. 1949 wurde er Sekretär für Propaganda der SED-Landesleitung Berlin, von 1951 bis 1953 war er stellvertretender Oberbürgermeister von Ost-Berlin und von 1953 bis 1957 als Nachfolger des im Zuge der Ereignisse vom Aufstand vom 17. Juni 1953 abgelösten Hans Jendretzky Erster Sekretär der SED-Bezirksleitung Berlin.
Seit 1949 war Neumann Abgeordneter der Volkskammer, seit 1954 Mitglied des Zentralkomitees und Kandidat, seit Februar 1958 Mitglied des Politbüros des ZK der SED. Von 1957 bis 1961 war er ZK-Sekretär, zuständig für die Abteilung für Kaderfragen und das theoretische Organ der SED Neuer Weg. 1961 wurde er Vorsitzender des neu geschaffenen Volkswirtschaftsrates und nach dessen Auflösung von 1965 bis 1968 Minister für Materialwirtschaft. Seit 1962 war er Mitglied des Präsidiums des Ministerrates. In diesem Gremium war er ab 1965 einer von neun Stellvertretenden Vorsitzenden und von 1968 bis 1989 einer der beiden Ersten Stellvertretenden Vorsitzenden, zuständig für Geologie, die Oberste Bergbehörde der DDR und die SDAG Wismut.

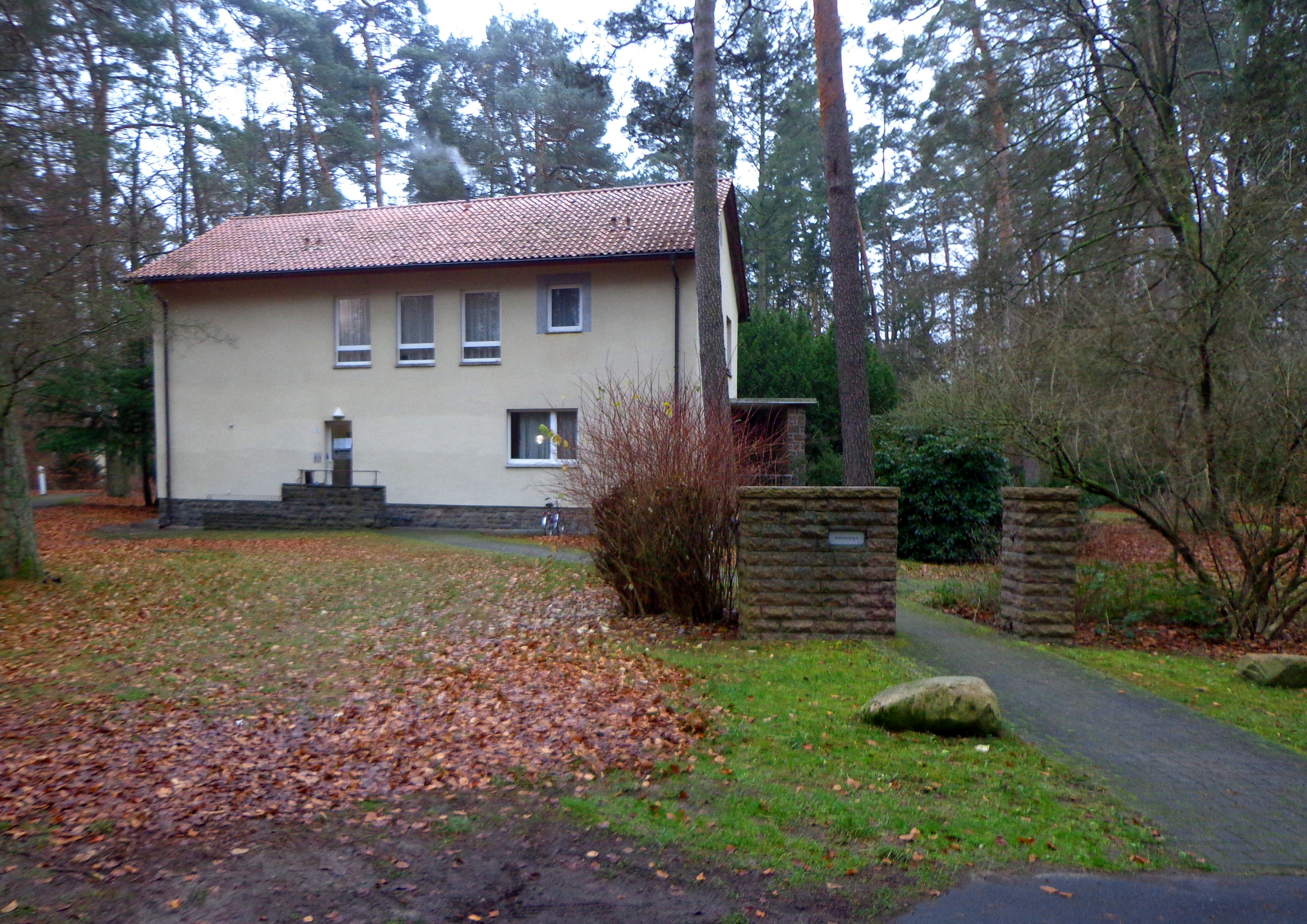
Waldsiedlung Wandlitz, das einst von Neumann bewohnte „Haus 10“

Neumann spielte bei der Inangriffnahme und Durchsetzung des Neuen Ökonomischen Systems der Planung und Leitung (NÖSPL) eine wichtige Rolle. Im Zuge des Sturzes von Walter Ulbricht durch Erich Honecker 1971 weigerte sich Neumann als einziges wichtiges damaliges Politbüromitglied, eine geheime „Bitte“ an die sowjetische Führung um Ablösung Ulbrichts mit zu unterschreiben, da er in inhaltlichen und konzeptionellen Fragen auf Ulbrichts Seite stand. Dies wurde ihm von Erich Honecker nie vergessen. Neumann blieb bis zum Schluss ein unbequemer Gegenspieler Honeckers, trat jedoch niemals in der Öffentlichkeit gegen ihn auf.
1989 trat er mit dem Ministerrat zurück, wurde aus dem Politbüro und am 20./21. Januar 1990 aus der SED-PDS ausgeschlossen. Seit 1992 wurde gegen ihn aufgrund seiner Mitgliedschaft im Nationalen Verteidigungsrat der DDR wegen „Totschlags und Körperverletzung an der innerdeutschen Grenze“ ermittelt, die 23. Strafkammer des Berliner Landgerichtes stellte 1999 das Verfahren ohne Ansetzung einer Hauptverhandlung ein.

## Ehrungen
Neumann erhielt 1956 und 1964 den Vaterländischen Verdienstorden in Gold, 1959 den Orden Banner der Arbeit und 1984 den Karl-Marx-Orden.

## Werke
- Vertrauen in die Kraft der Arbeiterklasse: ausgewählte Reden. Dietz-Verlag, Berlin 1975
- Arbeit für den Sozialismus: ausgewählte Reden. Dietz-Verlag, Berlin 1979
- Die DDR stärken – den Frieden sichern: ausgewählte Reden. Dietz-Verlag, Berlin 1984